# Geomys tropicalis
Geomys tropicalis és una espècie de mamífer rosegador de la família dels geòmids. És endèmic del sud-est de Tamaulipas (Mèxic). Es tracta d'una espècie excavadora que s'alimenta principalment d'arrels, bulbs i rizomes. Els seus hàbitats naturals són els sòls sorrencs, profunds i blans de zones obertes o amb pocs arbres. Està amenaçat per la industrialització i l'agricultura, fet agreujat per la presència de tres ciutats en creixement a la seva distribució.